# アクセスポイント (ISP)
アクセスポイントとは、電話回線で、パソコン通信やインターネットサービスプロバイダなどへアクセスするためのダイヤルアップ接続先の電話番号、または電話番号が設定されている地域を指す。
パソコン通信が開始された1980年代から1990年代末期までは、一般家庭などからパソコン通信のホストやインターネットへアクセスする場合、ほとんどはアナログ回線やISDN回線などの一般的な電話回線を使い、発信場所から最も近いアクセスポイントへ接続を行い通信をすることが主流であった。大抵、ひとつの市外局番に2つから4つ程度のアクセスポイントが設けられているが、都心など人口の多い地域（おもに東京都23区、神奈川県横浜市、川崎市、大阪府大阪市、兵庫県尼崎市など）かつ加入者の多いプロバイダでは数十ものアクセスポイントが設置されていることがあった。
ブロードバンドインターネット接続が主流となった2001年以後はADSLやCATVなどの普及により、個々の地区に設置されたダイヤルアップ接続用アクセスポイントを廃止し、「全国共通アクセスポイント」などと呼ばれる、距離に関係なく3分8～10円に設定された特殊な電話番号への移行が進んでいる。この移行により、テレホーダイ等の一部の料金割引サービスが適用できなくなるデメリットもある。